# Narcís Batlle i Baró
Narcís Batlle i Baró   (1865 - 14 de setembre de 1945) fou un advocat i polític català, que exercí com a notari i fou diputat a les Corts Espanyoles durant la restauració borbònica.
Va treballar com a notari a Barcelona, i com a tal fou qui va participar en el litigi de marca per comercialitzar el licor Calisay. A començaments del segle XX fou president de l'Acadèmia de la Joventut Catòlica de Barcelona i milità en el carlisme. Fou elegit diputat jaumista dins les llistes amb la Lliga Regionalista pel districte de Barcelona a les eleccions generals espanyoles de 1918 i 1919. Ell i Miquel Junyent i Rovira foren els ponents carlins en la redacció de l'Estatut d'Autonomia de Catalunya de 1919.
Després fou escollit novament diputat per la Comunió Tradicionalista a les eleccions generals espanyoles de 1920. A les eleccions de 1923 fou escollit novament diputat per Barcelona en una coalició dels tradicionalistes amb la Lliga Regionalista.
A finals del 1930 encara participava en els aplecs carlins, però el febrer de 1931 es va presentar en una candidatura de la Lliga encapçalada per Cambó per a les eleccions municipals de Barcelona. L'any 1934 s'adherí formalment a la Lliga.